# Campionat Europeu de Salts de 2013 – 10 metres plataforma femení
La prova dels 10 metres plataforma femení dels Campionat Europeu de Salts de 2013 es va disputar el dia 19 de juny amb una ronda preliminar i una ronda final.

## Resultats
La ronda preliminar es va disputar a les 12:00 i la final a les 17:30.
En verd els finalistes 
| Posició | Saltadora          | País       | Preliminar | Preliminar | Final     | Final   |
| Posició | Saltadora          | País       | Punts      | Posició    | Punts     | Posició |
| ------- | ------------------ | ---------- | ---------- | ---------- | --------- | ------- |
| 1       | Yulia Prokopchuk   | Ucraïna    | 359.05     | 1          | 373.30    | 1       |
| 2       | Yulia Koltunova    | Rússia     | 288.95     | 5          | 371.10    | 2       |
| 3       | Maria Kurjo        | Alemanya   | 292.95     | 4          | 323.00    | 3       |
| 4       | Sarah Barrow       | Regne Unit | 302.75     | 3          | 319.25    | 4       |
| 5       | Tonia Couch        | Regne Unit | 318.75     | 2          | 300.10    | 5       |
| 6       | Laura Marino       | França     | 274.45     | 6          | 292.25    | 6       |
| 7       | Villő Kormos       | Hongria    | 257.40     | 9          | 285.25    | 7       |
| 8       | Noemi Batki        | Itàlia     | 260.15     | 8          | 284.95    | 8       |
| 9       | Kieu Duong         | Alemanya   | 242.20     | 12         | 275.80    | 9       |
| 10      | Ganna Krasnoshlyk  | Ucraïna    | 270.00     | 7          | 268.55    | 10      |
| 11      | Zsófia Reisinger   | Hongria    | 253.15     | 10         | 264.40    | 11      |
| 12      | Iira Laatunen      | Finlàndia  | 251.20     | 11         | 252.05    | 12      |
| 16.5    | H09.5              |            |            |            | 00:55.635 | O       |
| 13      | Brenda Spaziani    | Itàlia     | 240.75     | 13         |           |         |
| 14      | Natalia Goncharova | Rússia     | 227.95     | 14         |           |         |
| 15      | Mara Aiacoboae     | Romania    | 216.10     | 15         |           |         |